# Coreano antigo
Coreano antigo ( hangul: 고대 한국어; hanja: 古代 韓國語 ) é o primeiro estágio historicamente documentado do idioma coreano,  tipificado pelo idioma do período Unificado de Silla (668 a 935).
Os limites da periodização da Coréia do Sul permanecem em disputa. Os linguistas às vezes classificam os idiomas pouco compreendidos dos Três Reinos da Coréia como variantes do coreano antigo, enquanto outros reservam o termo apenas para o idioma de Silla . Tradicionalmente, o coreano antigo termina com a queda de Silla em 935. Isso também foi recentemente desafiado por linguistas sul-coreanos que argumentam por estender o período do antigo coreano até meados do século XIII, embora essa nova periodização ainda não seja totalmente aceita. Este artigo em si se concentra na linguagem de Silla antes do século X.
O coreano antigo é pouco atestado. Um pouco mais de uma dúzia de poemas vernaculares chamados hyangga são os únicos trabalhos literários na língua a sobreviver. Outras fontes incluem inscrições em estelas e tábuas de madeira, glossários de sutras budistas e a transcrição de nomes pessoais e de lugares em obras de outra forma em chinês clássico. Todos os métodos de escrita coreana antiga baseiam-se em caracteres chineses logográficos, usados para refinar o significado ou aproximar o som das palavras coreanas. O valor fonético dos textos antigos coreanos sobreviventes é, portanto, opaco.
Devido à escassez e à baixa qualidade das fontes, os linguistas modernos têm "pouco mais que um esboço vago"  das características do coreano antigo. Seu inventário de fonemas parece ter incluído menos consoantes, mas mais vogais que o coreano médio . Em sua tipologia, era uma linguagem aglutinativa sujeito-objeto-verbo, como o coreano médio e o moderno. No entanto, acredita-se que o coreano antigo tenha diferido de seus descendentes em certas características tipológicas, incluindo a existência de nominalização por oração e a capacidade de infligir raízes verbais para aparecerem isoladamente.
Apesar das tentativas de vincular o idioma à suposta família altaica e, especialmente, às línguas japonesas, nenhum vínculo entre o coreano antigo e qualquer idioma não coreano foi demonstrado sem controvérsia.

## História e periodização

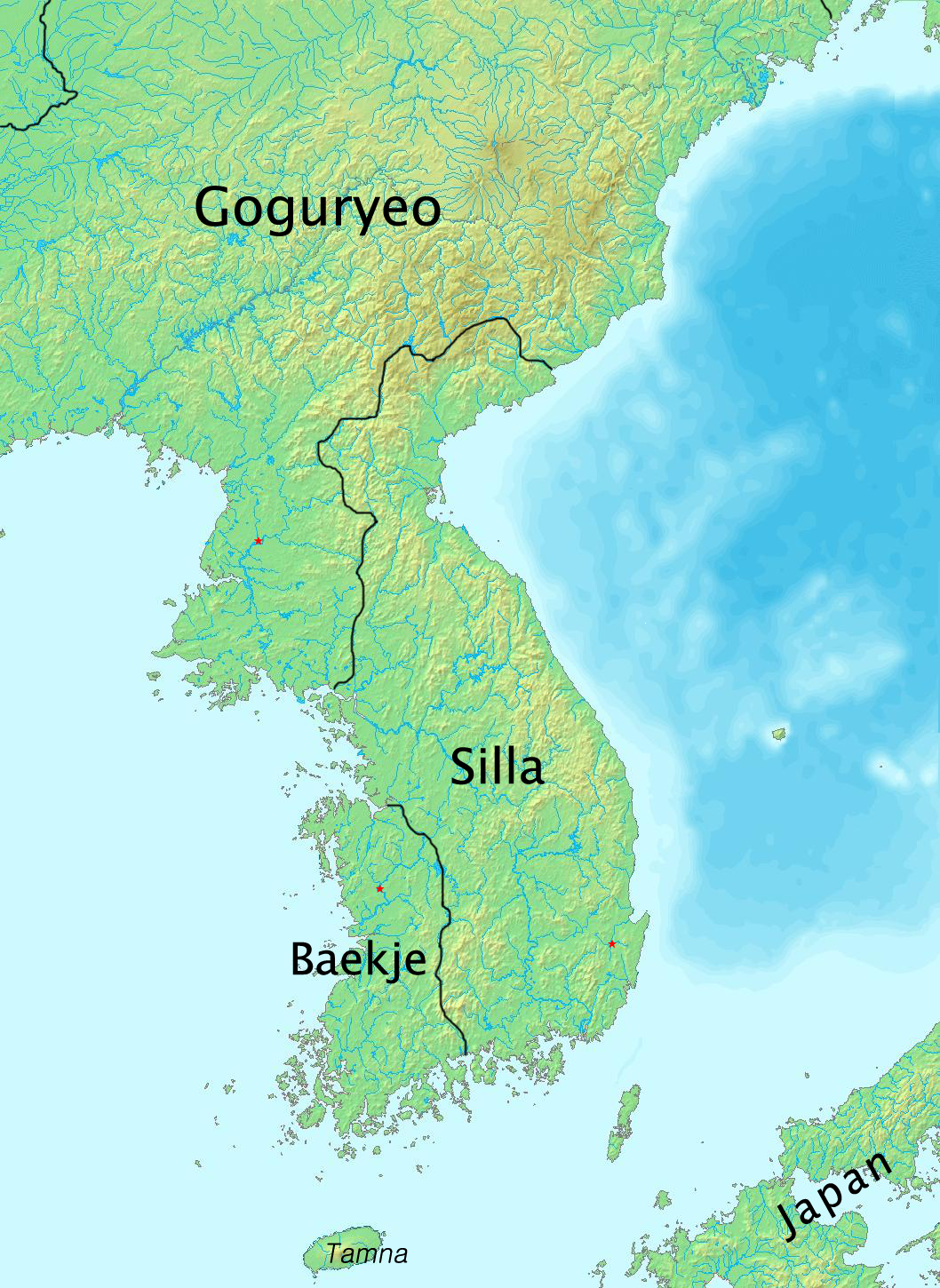
Três Reinos da Coréia em 576

O coreano antigo é geralmente definido como o idioma coreano antigo do estado de Silla (BCE 57 - CE 936), especialmente em seu período unificado (668–936).   proto-coreano, o ancestral hipotético das línguas coreanas, amplamente entendido pela reconstrução interna de formas posteriores do coreano,  deve ser distinguido da língua realmente atestada historicamente pelo coreano antigo.
A influência semântica coreana antiga pode estar presente mesmo na inscrição Silla descoberta mais antiga, uma estela clássica em língua chinesa datada de 441 ou 501.  A sintaxe e os morfemas coreanos são visivelmente atestados pela primeira vez em textos Silla de meados a tarde. século XVI,   e o uso de tais elementos vernáculos se torna mais extenso no período unificado.
Inicialmente, apenas um dos Três Reinos da Coréia, Silla subiu à ascensão no século VI sob os monarcas Beopheung e Jinheung .  Após outro século de conflito, os reis de Silla se aliaram à Tang China para destruir os outros dois reinos - Baekje em 660 e Goguryeo em 668 - e para unir os dois terços do sul da Península Coreana sob seu domínio.  Essa consolidação política permitiu que a língua de Silla se tornasse a língua franca da península e levou à extinção as línguas de Baekje e Goguryeo, deixando a última apenas como substrato nos dialetos coreanos posteriores.  coreano médio e, portanto, o coreano moderno, são, portanto, descendentes diretos do idioma coreano antigo de Silla.   
Poucos dados sobre as línguas dos outros dois reinos sobrevivem, mas a maioria dos linguistas concorda que ambos estavam relacionados à língua de Silla.   opinião difere quanto à classificação dos idiomas Goguryeo e Baekje como variantes do coreano antigo ou como idiomas relacionados, mas independentes. Lee Ki-Moon e S. Roberts Ramsey argumentam em 2011 que as evidências de inteligibilidade mútua são insuficientes e que os lingüistas devem "tratar os fragmentos das três línguas como representando três corpora separados".  No início de 2000, Ramsey e Iksop Lee também reconheciam "dissimilaridades óbvias", mantendo o termo "coreano antigo" como uma rubrica para os três idiomas.  Nam Pung-hyun e Alexander Vovin, por outro lado, classificam os idiomas dos três reinos como dialetos regionais do coreano antigo.   Outros linguistas, como Lee Seungjae, agrupam os idiomas de Silla e Baekje como coreano antigo, excluindo o de Goguryeo.  A lista LINGUIST fornece Silla como sinônimo de coreano antigo, embora reconheça que o termo é "frequentemente usado para se referir a três idiomas distintos". 

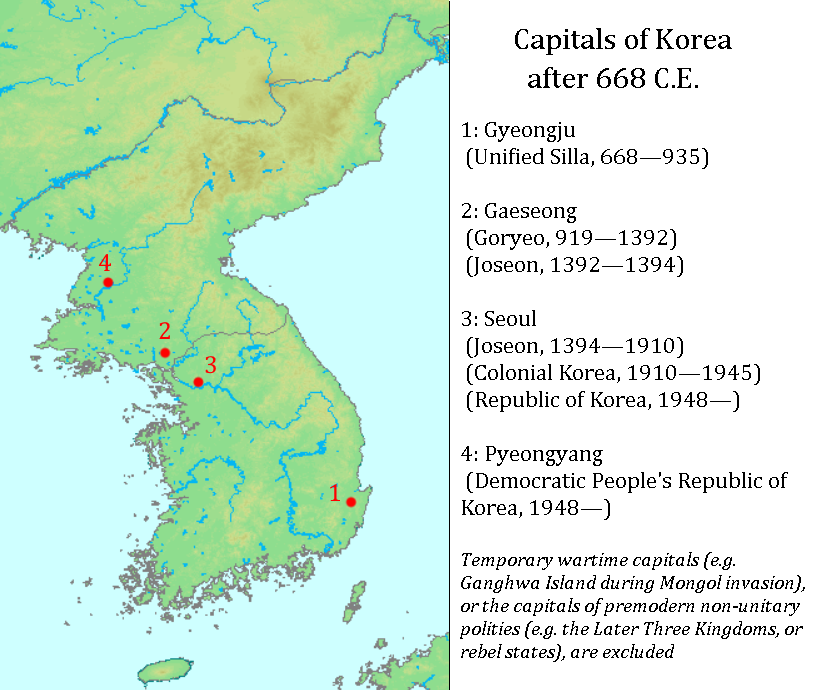
As históricas capitais da Corea, incluindo Gaegyeong e a Silla capital de Gyeongju

Silla começou um declínio prolongado no final do século VIII. No início do século X, a Península Coreana estava mais uma vez dividida em três políticas em guerra : o Estado de Silla e dois novos reinos fundados por magnatas locais. Goryeo, um dos últimos, obteve a rendição da corte de Silla em 935 e reuniu o país no ano seguinte.  O centro político e cultural da Coréia se tornou a capital Goryeo de Gaegyeong (moderna Gaeseong ), localizada na Coréia central. O dialeto de prestígio do coreano também mudou do idioma do coração do sudeste de Silla para o dialeto central de Gaegyeong durante esse período.   Após o trabalho de Lee Ki-Moon na década de 1970, o final do coreano antigo é tradicionalmente associado a essa mudança do século X no centro político do país. 
Em 2003, o linguista sul-coreano Nam Pung-hyun propôs que o período do antigo coreano fosse estendido até meados do século XIII.  Os argumentos de Nam centram-se nos glosses em coreano para o cânon budista. Ele identifica semelhanças gramaticais entre textos e glossários do período Silla antes do século XIII, que contrastam com as estruturas dos glosses do século XIII e do meio-coreano do século XV. Essas mudanças do século XIII incluem a invenção de marcadores de humor condicionais dedicados, a restrição dos antigos sufixos nominalizadores -n e -l apenas às funções atribuíveis, o apagamento das distinções entre negação nominal e verbal e a perda do sufixo de marcação de essencialidade -ms . 
A tese de Nam tem sido cada vez mais influente na academia coreana. Em uma revisão de 2012, Kim Yupum observa que "estudos recentes tendem a tornar o século XIII a data final [para o antigo coreano] ... Pensamos que a periodização geral da história da língua coreana, na qual [somente o idioma] antes da fundação de Goryeo é considerado coreano antigo, precisa de revisão. " O linguista russo-americano Alexander Vovin também considera dados do século XII como exemplos de "Late Old Korean". Por outro lado, linguistas como Lee Seungjae e Hwang Seon-yeop  continuam usando a periodização mais antiga, assim como as principais fontes recentes de língua inglesa, como a History of the Korean Language 2011  e o 2015 Blackwell Handbook of Korean Lingistics .

### Literatura Hyangga

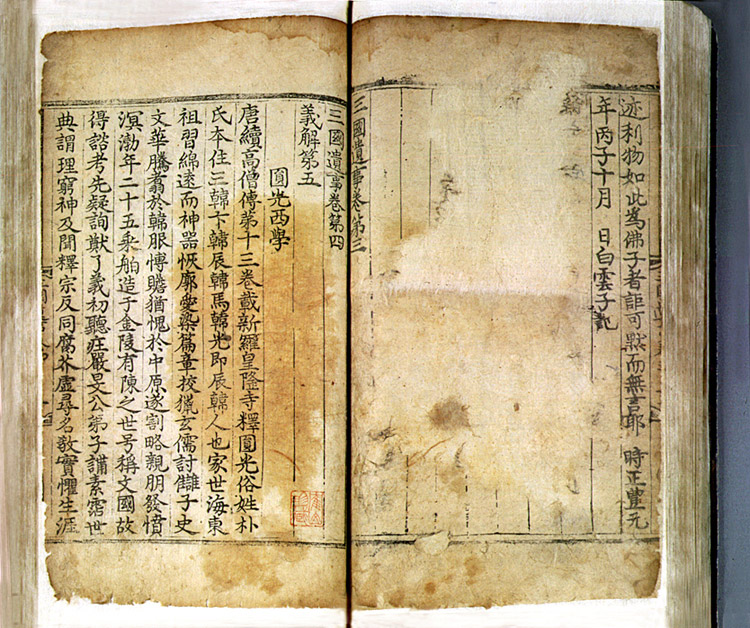
O Samguk yusa contém a maioria dos Silla hyangga sobreviventes

### Fontes epigráficas

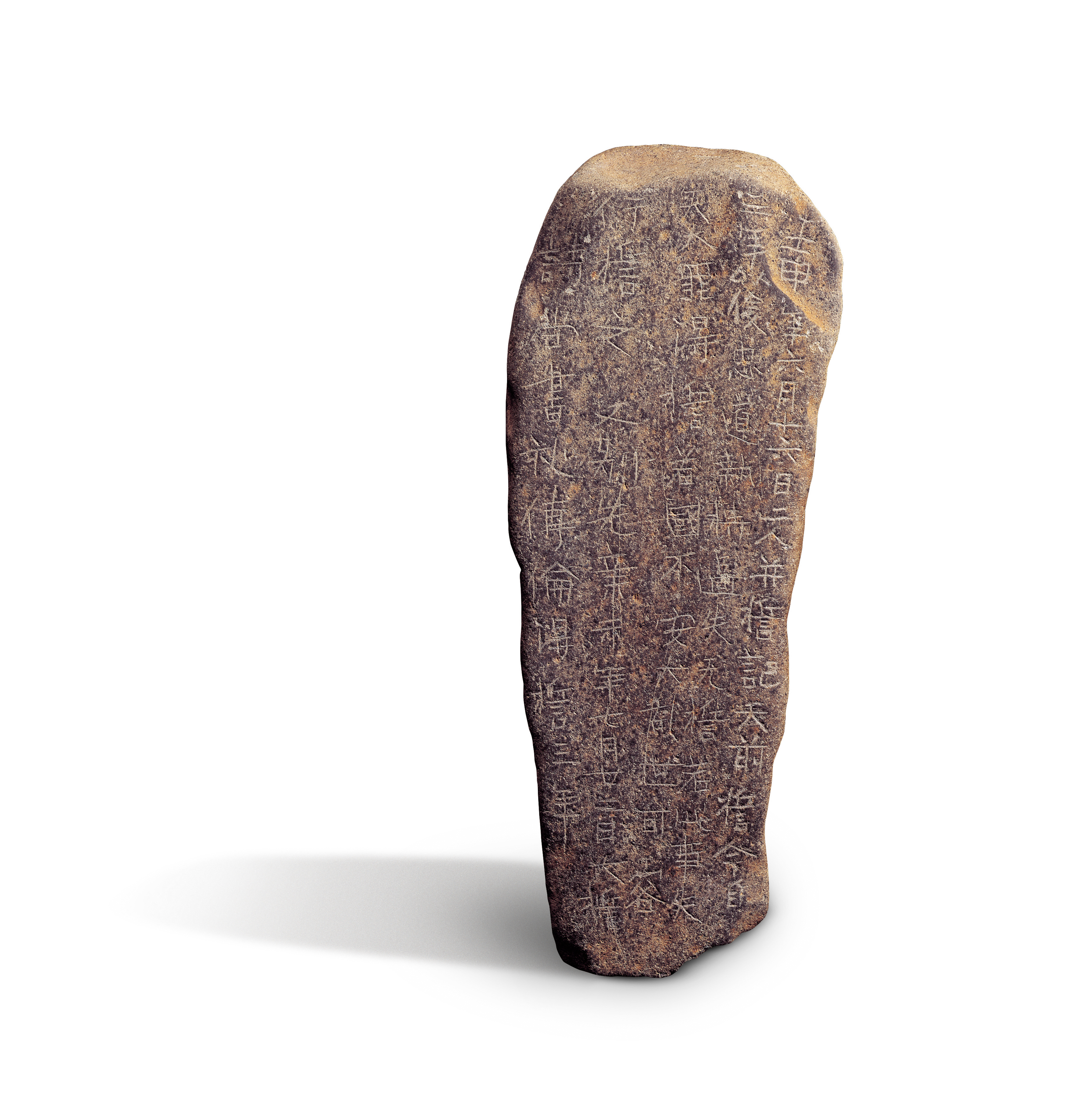
O Imsin Vow Stone de 552/612 usa a sintaxe coreana antiga

### Fontes Mokgan

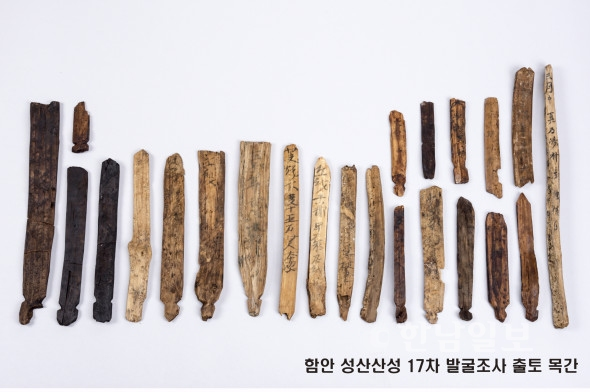
Mokgan do século VI desliza de Hamã

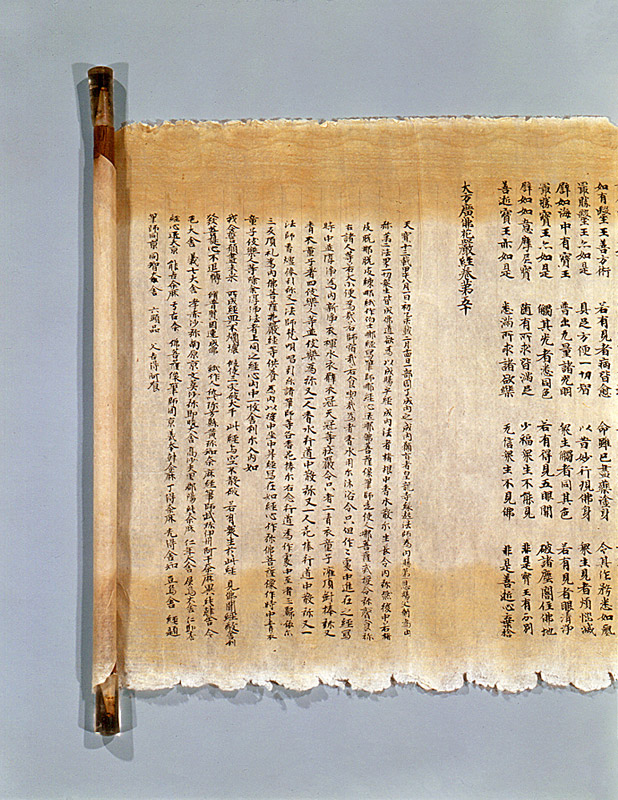
Pergaminho de uma edição Silla do Avatamsaka Sutra, escrita em 754–755